# Investmentzertifikat
Das Investmentzertifikat (auch Fondsanteil, Fondsanteilschein, Fondszertifikat, Investmentanteil, Investmentanteilschein, Investmentfondsanteil oder Investmentfondsanteilschein) ist ein Wertpapier, das als Anteilschein seinem Inhaber einen Miteigentumsanteil am Sondervermögen eines Investmentfonds verbrieft. Ein Investmentzertifikat ist im Sinne des Wertpapierhandelsgesetzes und des Kreditwesengesetzes ein Finanzinstrument.

## Allgemeines
Investmentzertifikate sind neben Aktien, Anleihen und Sparbüchern die bedeutendsten verbrieften Finanzinstrumente bei der Geldanlage. Während bei Aktien der Aktionär direkte Mitwirkungsrechte besitzt und ein Unternehmerrisiko trägt, nimmt der Anleger bei Anleihen eine Gläubigerfunktion beim Anleiheschuldner ein und übernimmt ein Kreditrisiko. Investmentzertifikate sind dadurch gekennzeichnet, dass sie zwar wie Aktien ein Miteigentumsrecht verkörpern, das jedoch nicht an einem Unternehmen, sondern an einem – nach Anlage- und Risikoklassen gestreuten – Sondervermögen besteht. Das Sondervermögen wird von einer Kapitalverwaltungsgesellschaft gebildet und von dieser treuhänderisch verwaltet (§ 17 Abs. 1 KAGB).
Nicht zu den Investmentzertifikaten gehören die Hedgefonds-Zertifikate; sie sind wertpapierrechtlich als Inhaberschuldverschreibungen oder Indexzertifikate ausgestaltet.

## Rechtsfragen
Das Zertifikat ist nach § 2 Abs. 33 WpHG ein Wertpapier, das auf dem Kapitalmarkt handelbar ist und das im Falle der durch den Emittenten vorgenommenen Rückzahlung beim Emittenten Vorrang vor Aktien hat, aber nicht besicherten Anleihen und anderen vergleichbaren Finanzinstrumenten nachgeordnet ist. Im Kapitalanlagegesetzbuch (KAGB) werden Investmentzertifikate schlicht „Anteile“ genannt. Die Anteile an Sondervermögen werden gemäß § 95 Abs. 1 KAGB in Anteilscheinen verbrieft. Das Miteigentumsrecht ist nach Bruchteilen am Sondervermögen aufgeteilt. Sondervermögen sind gemäß § 1 Abs. 10 KAGB offene inländische Investmentvermögen in Vertragsform, die von einer Kapitalanlagegesellschaft für Rechnung der Anleger verwaltet werden. Das Sondervermögen ist gesetzlich besonders geschützt, so dass das Emittentenrisiko im Wesentlichen eliminiert ist. Da die Sondervermögen das Resultat einer gesetzlich vorgeschriebenen Risikodiversifizierung verschiedener Anlageklassen darstellen (vgl. § 214 KAGB, § 243 KAGB), ist die Volatilität der Zertifikatspreise geringer als bei den einzelnen, im Sondervermögen befindlichen Basiswerten.
Die Anteilscheine können nach § 95 Abs. 1 KAGB auf den Inhaber (dann gehören sie zu den Inhaberpapieren) oder auf Namen (dann sind sie Orderpapiere) lauten. Inhaberpapiere werden durch dingliche Einigung und Übergabe übertragen, Orderpapiere bedürfen eines Indossaments. Lauten sie auf den Inhaber, sind sie in einer Sammelurkunde zu verbriefen und der Anspruch auf Einzelverbriefung ist auszuschließen; lauten sie auf den Namen, so gelten für sie die §§ 67 AktG und § 68 AktG entsprechend. Sammelverwahrung ist für Inhaberzertifikate zwingend, für die Sammelverwahrung von Namenszertifikaten ist ein Blankoindossament erforderlich (§ 97 Abs. 1 KAGB). Die Investmentzertifikate können nach § 96 Abs. 1 KAGB nach verschiedenen Ausgestaltungsmerkmalen, insbesondere hinsichtlich der Ertragsverwendung, des Ausgabeaufschlags, des Rücknahmeabschlags, der Währung des Anteilswertes, der Verwaltungsvergütung, der Mindestanlagesumme oder einer Kombination dieser Merkmale unterteilt werden (Anteilklassen). Ist ein Anteilschein abhandengekommen oder vernichtet, so kann die Urkunde, wenn nicht das Gegenteil darin bestimmt ist, im Aufgebotsverfahren für kraftlos erklärt werden (§ 97 Abs. 2 KAGB).
Jeder Anleger kann mindestens zweimal im Monat verlangen, dass ihm gegen Rückgabe des Anteils sein Anteil an dem Sondervermögen aus diesem ausgezahlt wird (§ 98 Abs. 1 KAGB), es sei denn, dass außergewöhnliche Umstände vorliegen, die eine Aussetzung der Rückgabe unter Berücksichtigung der Interessen der Anleger erforderlich erscheinen lassen (§ 98 Abs. 2 KAGB).
Wesentliche Anlegerinformationen
Wesentliche Anlegerinformationen sind bei Investmentzertifikaten von Investmentfonds oder Kapitalanlagegesellschaften als Emittenten dem Privatanleger vor Erteilung einer Wertpapierorder auszuhändigen. Sie enthalten eine Beschreibung des Investmentzertifikats, vor allem die Art des Investmentfonds (Aktienfonds, Alternative Investmentfonds, Dachfonds, Ethikfonds, Filmfonds, Garantiefonds, Geldmarktfonds, Hedgefonds, Immobilienfonds, Offener Immobilienfonds, Immobilien-Spezialfonds, Indexfonds, Infrastrukturfonds, Laufzeitfonds, Medienfonds, Mischfonds, Private-Equity-Fonds, Rentenfonds, Schiffsfonds, Spezialfonds oder Waldfonds) und sollen den Anleger in die Lage versetzen, Art und Risiken des angebotenen Anlageproduktes zu verstehen und auf dieser Grundlage eine fundierte Anlageentscheidung zu treffen (§ 166 Abs. 1 KAGB). Investmentfonds oder Kapitalverwaltungsgesellschaften haben gemäß § 268 Abs. 1 KAGB für die von ihnen verwalteten geschlossenen Publikumsfonds den Verkaufsprospekt und die wesentlichen Anlegerinformationen zu erstellen. Der Mindestinhalt der wesentlichen Anlegerinformationen ergibt sich aus § 270 KAGB, die Haftung für fehlerhafte Anlegerinformationen aus § 306 Abs. 2 KAGB.

## Preisermittlung
Die Preise der Investmentzertifikate werden börsentäglich von der jeweiligen Verwahrstelle ermittelt und von der Kapitalverwaltungsgesellschaft veröffentlicht. Dabei gibt es drei Preise, nämlich Ausgabepreis, Anteilspreis und Rücknahmepreis. Der Anteilspreis errechnet sich aus dem Nettoinventarwert des Sondervermögens, dividiert durch die Anzahl der ausgegebenen Anteile.
Werden Anteile durch eine Fondsgesellschaft verkauft, geschieht dies zum Ausgabepreis, welcher sich aus dem Anteilspreis und einem Ausgabeaufschlag zusammensetzt. Der maximale Ausgabeaufschlag (Agio) wird in den Anlagebedingungen festgelegt (gemäß § 165 Abs. 2 Nr. 8 KAGB und § 71 Abs. 2 KAGB). Der Preis für die Rücknahme von Anteilen oder Aktien (Rücknahmepreis) muss dem Nettoinventarwert des Anteils oder der Aktie am inländischen Investmentfonds abzüglich eines in den Anlagebedingungen festzusetzenden Abschlags gemäß § 165 Abs. 2 Nr. 8 KAGB entsprechen.
Mit dem Gedanken, die vielfach hohen Ausgabeaufschläge der Fondsgesellschaften und ihrer Vertriebspartner zu umgehen, startete im Jahr 2002 der börsliche Fondshandel über die Börse Hamburg. Er wurde seitdem auf eine immer größere Zahl von Produkten ausgedehnt. Dabei können sich aus Angebot und Nachfrage im Laufe eines Handelstages verschiedene Kurse bilden, die von jenem Anteilspreis abweichen, der von der Fondsgesellschaft veröffentlicht wird.

## Steuerrecht
Gemäß § 4 Abs. 4 BewG sind Anteile, die Rechte an einem Investmentvermögen im Sinne des KAGB verbriefen, für die steuerliche Wertermittlung mit dem Rücknahmepreis anzusetzen.
Das Investmentzertifikat ist gemäß § 2 Abs. 4 InvStG der Anteil an einem Investmentfonds, unabhängig von der rechtlichen Ausgestaltung des Anteils oder des Investmentfonds. Mit „rechtlicher Ausgestaltung“ des Anteils ist die Form als Inhaber- oder Orderpapier, mit der Ausgestaltung des Investmentfonds ist dessen zulässige Rechtsform als Aktiengesellschaft oder Kommanditgesellschaft gemeint.

## Statistik
Die drei wichtigsten Effektenarten verzeichneten folgende Absatzzahlen:
| Wertpapierart                | Absatz Januar–März 2018 in Mrd. Euro | Absatz Januar–März 2019 in Mrd. Euro |
| ---------------------------- | ------------------------------------ | ------------------------------------ |
| Inhaberschuldverschreibungen | 44,6                                 | 77,0                                 |
| Aktien                       | 26,7                                 | 3,3                                  |
| Investmentzertifikate        | 43,0                                 | 33,7                                 |

Trotz des Niedrigzinsniveaus dominieren weiterhin die Schuldverschreibungen, gefolgt von den Investmentzertifikaten.